# Ślad (algebra liniowa)
Ślad macierzy – suma elementów na głównej przekątnej macierzy kwadratowej.

## Definicja formalna
Niech {\displaystyle A} będzie macierzą kwadratową stopnia {\displaystyle n.} Śladem macierzy {\displaystyle A} nazywamy wielkość
{\displaystyle \operatorname {tr} (A)=\sum _{i=1}^{n}a_{ii}=a_{11}+a_{22}+\ldots +a_{nn}.}
Stosuje się również oznaczenia {\displaystyle \operatorname {Tr} (A)} oraz {\displaystyle \operatorname {trace} (A).} Macierz, której ślad jest równy zeru nazywa się czasami macierzą bezśladową.

## Własności
- Ślad jest operatorem liniowym. Niech {\displaystyle A,B\in M_{n}(K)} oraz {\displaystyle r\in K,} wówczas:
  - {\displaystyle \operatorname {tr} (A+B)=\operatorname {tr} (A)+\operatorname {tr} (B)} – addytywność operacji liczenia śladu,
  - {\displaystyle \operatorname {tr} (rA)=r\operatorname {tr} (A)} – jednorodność operacji liczenia śladu.
- Przekątna główna macierzy nie ulega zmianie przy transpozycji, stąd
{\displaystyle \operatorname {tr} (A)=\operatorname {tr} (A^{T}).}
- Jeśli {\displaystyle A\in M_{n},B\in M_{n},} to

{\displaystyle \operatorname {tr} (AB)=\operatorname {tr} (BA).}
- Jeśli {\displaystyle A\in M_{n},B\in M_{n},C\in M_{n},} to

{\displaystyle \operatorname {tr} (ABC)=\operatorname {tr} (CAB)=\operatorname {tr} (BCA)} (wszystkie przesunięcia cykliczne), niekoniecznie jednak {\displaystyle \operatorname {tr} (ABC)=\operatorname {tr} (BAC).}

## Przekształcenia liniowe
Ślad macierzy podobnych jest identyczny, ponieważ dla dowolnej macierzy odwracalnej {\displaystyle P} zachodzi
{\displaystyle \operatorname {tr} (P^{-1}AP)=\operatorname {tr} (PP^{-1}A)=\operatorname {tr} (A).}
Niech {\displaystyle f\colon V\to V} będzie przekształceniem liniowym określonym na przestrzeni {\displaystyle V.} Powyższa obserwacja pozwala na zdefiniowanie śladu endomorfizmu przestrzeni liniowych jako śladu jego macierzy w dowolnej bazie.
Ślad endomorfizmu można też opisać jawnie: jeżeli {\displaystyle X} jest {\displaystyle n} wymiarową przestrzenią wektorową, a {\displaystyle \theta } – n-liniową niezerową formą alternującą, to odwzorowaniu {\displaystyle T} można przyporządkować formę n-liniową:
{\displaystyle \theta ^{T}:\underbrace {X\times \ldots \times X} _{n}\ni (x_{1},\dots ,x_{n})\longmapsto \theta (Tx_{1},x_{2},\dots ,x_{N})+\theta (x_{1},Tx_{2},\dots ,x_{N})+\ldots +\theta (x_{1},x_{2},\dots ,Tx_{N})}
Forma ta jest równa {\displaystyle \tau \theta ,} a stałą proporcjonalności można nazwać {\displaystyle \operatorname {tr} T.} Da się pokazać, że taka zdefiniowany ślad jest równy śladowi macierzy endomorfizmu w dowolnej bazie.
Niech {\displaystyle \lambda _{1},\lambda _{2},\dots ,\lambda _{n}} będą wartościami własnymi macierzy {\displaystyle A.} Ponieważ {\displaystyle A} można przekształcić przez podobieństwo (poprzez zmianę bazy) do macierzy w postaci Jordana, której wartości własne znajdują się na głównej przekątnej, to zachodzi
{\displaystyle \operatorname {tr} (A)=\sum _{i=1}^{n}\lambda _{i}.}
Bezpośrednią konsekwencją powyższego jest równość
{\displaystyle \det(e^{A})=e^{\operatorname {tr} (A)}.}

## Operatory śladowe
Można podać ogólniejszą definicję, dotyczącą nie tylko macierzy, ale również operatorów przestrzeni Hilberta.
Niech {\displaystyle H} będzie przestrzenią Hilberta, {\displaystyle (e_{i})_{i\in I}} jej bazą ortonormalną oraz niech
{\displaystyle {\mathcal {B}}_{1}(H)=\{AB:A,B\in {\mathcal {B}}_{2}(H)\},}
gdzie {\displaystyle {\mathcal {B}}_{2}(H)} oznacza zbiór wszystkich operatorów Hilberta-Schmidta przestrzeni {\displaystyle H,} tj. takich operatorów liniowych i ciągłych {\displaystyle A\colon H\to H,} że
{\displaystyle \|A\|_{2}:=\left(\sum _{i\in I}\|Ae_{i}\|^{2}\right)^{\frac {1}{2}}<\infty .}
Funkcja {\displaystyle \operatorname {tr} \colon {\mathcal {B}}_{1}(H)\to \mathbb {C} ,} dana wzorem
{\displaystyle \operatorname {tr} (T)=\sum _{i\in I}\langle Te_{i},e_{i}\rangle }
nazywana jest śladem.
Operatory należące do {\displaystyle {\mathcal {B}}_{1}(H)} nazywane operatorami śladowymi.
Powyższa definicja jest poprawna i nie zależy od wyboru bazy ortonormalnej przestrzeni {\displaystyle H.} W przypadku, gdy {\displaystyle H} jest przestrzenią skończeniewymiarową, to każdy jej operator reprezentowany jest przez pewną macierz. Wówczas wartość operatora śladowego na dowolnym jej operatorze pokrywa się z wartością śladu macierzy tego operatora.
Pojęcie śladu wprowadza się także dla szerokiej klasy algebr Banacha, na przykład w kontekście nieprzemiennych przestrzeni {\displaystyle L_{p}} na algebrach von Neumanna.